# Сошенко, Геннадий Владимирович
Геннадий Владимирович Сошенко (15 ноября 1958, Белгород) — советский и российский футболист, выступавший на позиции защитника и опорного полузащитника, российский футбольный тренер. Выступал в высших дивизионах СССР и Латвии.

## Биография
Воспитанник футбольной школы белгородского «Салюта». Выступал за юношескую сборную СССР, участвовал в отборочных матчах чемпионата Европы 1977 года.
На взрослом уровне начал выступать в составе родной команды в 17-летнем возрасте и за следующие пять сезонов сыграл более 100 матчей. В 1980 году покинул команду и выступал за тамбовский «Спартак» и ставропольское «Динамо», в котором проходил армейскую службу, а в 1983 году на один сезон вернулся в Белгород.
В 1984 году перешёл в воронежский «Факел», где сразу стал игроком основного состава. В том же сезоне со своей командой стал победителем турнира первой лиги и полуфиналистом Кубка СССР. В 1985 году принял участие во всех 34 матчах высшей лиги и забил два гола — в ворота кутаисского «Торпедо» и «Жальгириса», а его команда по итогам сезона вылетела из высшей лиги. В дальнейшем продолжал выступать за «Факел» и в 1988 году стал чемпионом РСФСР среди команд второй лиги.
В начале 1990 года перешёл в «Котайк» вместе с товарищами по «Факелу» Оганезом Мхитаряном и Александром Минаевым. В сезоне 1990/91, также вместе с Минаевым, играл в Югославии за «Будучност» (Валево). В 1992 году выступал в высшей лиге Латвии за «Сконто», сыграл 7 матчей, забил 2 гола и стал чемпионом страны. Завершил спортивную карьеру в возрасте 36 лет, выступая за любительский клуб «Лебединец» (Губкин).
С 1995 года работал в тренерском штабе «Факела» помощником Сергея Савченкова, затем ассистировал ему в липецком и красноярском «Металлургах» и снова в «Факеле». В 2004—2007 возглавлял «Локомотив» (Лиски), вывел команду из любительских соревнований во второй дивизион.

## Личная жизнь
Жена Ольга. Двое детей — сын и дочь.
Образование высшее, окончил МОГИФК.

## Достижения
«Сконто» Рига
- Обладатель Кубка Латвии: 1992.